# Hamad Rakea Al-Anezi
Hamad Rakea Al-Anezi (Baréin, 22 de abril de 1984) es un exfutbolista de Baréin que jugaba en la posición de centrocampista.

## Carrera

### Club
| Periodo   | Club                |
| --------- | ------------------- |
| 2004-2013 | Riffa SC            |
| 2006-2007 | → Al-Arabi (cedido) |
| 2013      | Al-Shahaniya SC     |
| 2014-2015 | Hidd SCC            |
| 2015-2018 | Sitra Club          |

### Selección nacional
Jugó para Baréin en 43 ocasiones de 2004 a 2012 y anotó un gol; participó en los Juegos Asiáticos de 2006 y en la Copa Asiática 2011.

## Logros
- Liga Premier de Baréin (2): 2005, 2012
- Copa del Rey de Baréin (1): 2010
- Copa Príncipe de la Corona de Baréin (2): 2004, 2005
- Copa de la Corona de Kuwait (1): 2006-07